# Elaphoglossum killipii
Elaphoglossum killipii är en träjonväxtart som beskrevs av John T. Mickel. Elaphoglossum killipii ingår i släktet Elaphoglossum och familjen Dryopteridaceae. Inga underarter finns listade.